# Bramenblaasmijnmot
De bramenblaasmijnmot (Ectoedemia rubivora) is een vlinder uit de familie dwergmineermotten (Nepticulidae). De wetenschappelijke naam is voor het eerst geldig gepubliceerd in 1860 door Wocke.
De soort komt voor in Europa.